# Орландо Блум
Орландо Џонатан Бланчард Копеланд Блум (енгл. Orlando Jonathan Blanchard Copeland Bloom; Кентербери, 13. јануар 1977) британски је филмски глумац.
Истакао се глумећи Леголаса у трилогији Господара прстенова и Хобита. Поред те улоге имао је још запажених улога као што су Вил Тарнер у три дела Пирата са Кариба, Бејлиен у Небеском краљевству и Парис у филмском спектаклу Троја.
Верио се са певачицом Кети Пери 14. фебруара 2019. године.

## Одабрана филмографија
| Улоге Орланда Блума |                                            |               |                                   |          |
| Година              | Српски назив                               | Изворни назив | Улога                             | Напомена |
| 1998.               |                                            |               | Rentboy                           |          |
| 2001.               | Пад црног јастреба                         |               | редов 1. класе Тод Блекберн       |          |
| 2001.               | Господар прстенова: Дружина прстена        |               | Леголас                           |          |
| 2002.               | Господар прстенова: Две куле               |               | Леголас                           |          |
| 2003.               | Господар прстенова: Повратак краља         |               | Леголас                           |          |
| 2003.               | Пирати са Кариба: Проклетство црног бисера |               | Вил Тарнер                        |          |
| 2003.               | Нед Кели                                   |               | Џо Берн                           |          |
| 2004.               | Троја                                      |               | Парис                             |          |
| 2005.               |                                            |               | Џими Коноли                       |          |
| 2005.               | Елизабетаун                                |               | Дру Бејлор                        |          |
| 2005.               | Небеско краљевство                         |               | Балијан од Ибелина                |          |
| 2006.               |                                            |               | холивудски глумац који игра Паола |          |
| 2006.               |                                            |               | Шај                               |          |
| 2006.               | Пирати са Кариба: Тајна шкриње             |               | Вил Тарнер                        |          |
| 2007.               | Пирати са Кариба: На крају света           |               | Вил Тарнер                        |          |
| 2013.               | Хобит: Шмаугова пустошења                  |               | Леголас                           |          |
| 2014.               | Хобит: Битка пет армија                    |               | Леголас                           |          |
| 2017.               | Пирати са Кариба: Салазарова освета        |               | Вил Тарнер                        |          |
| 2020.               |                                            |               | капетан Бенџамин Д. Китинг        |          |